# 日本列島

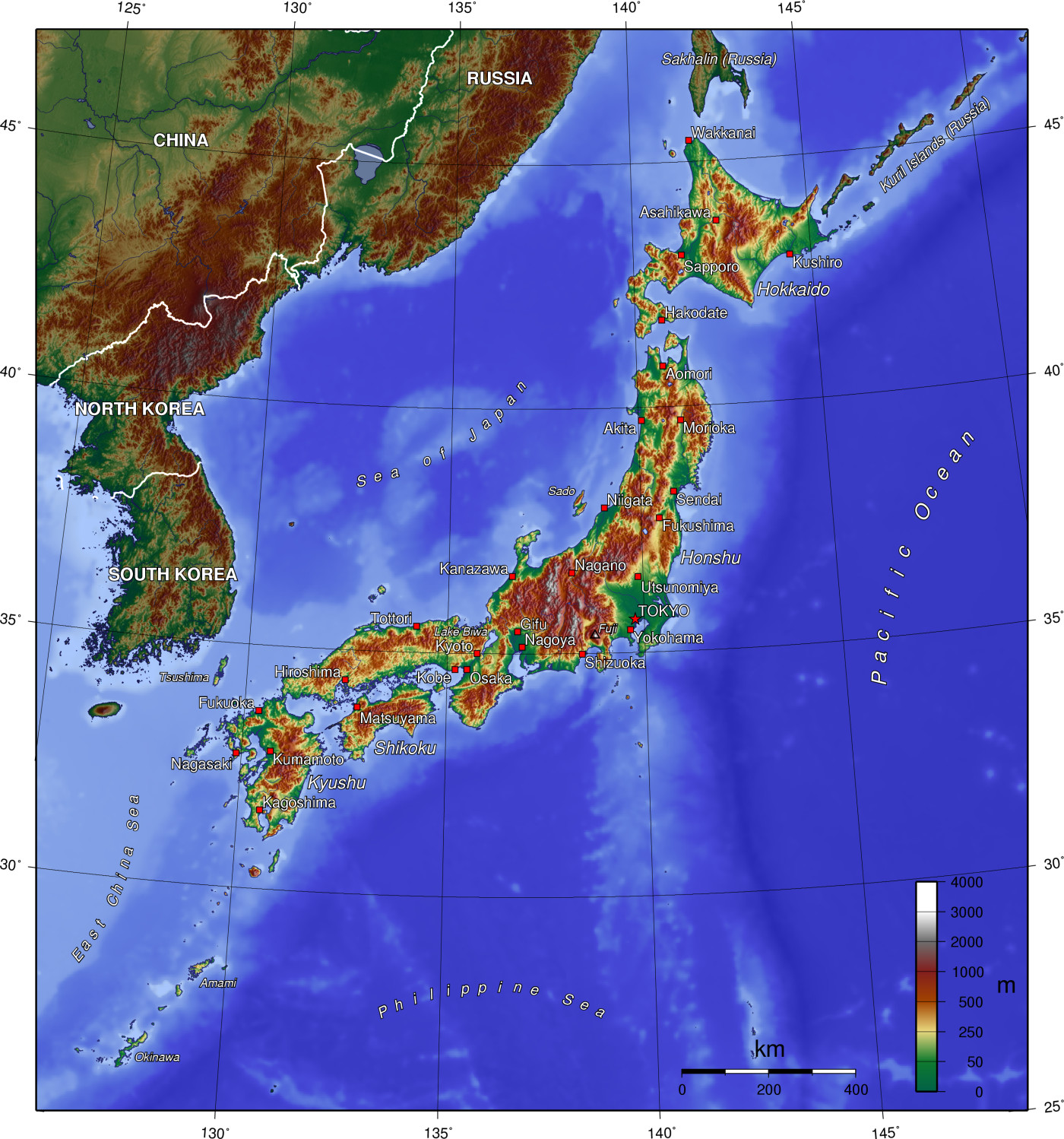
日本列島地形圖

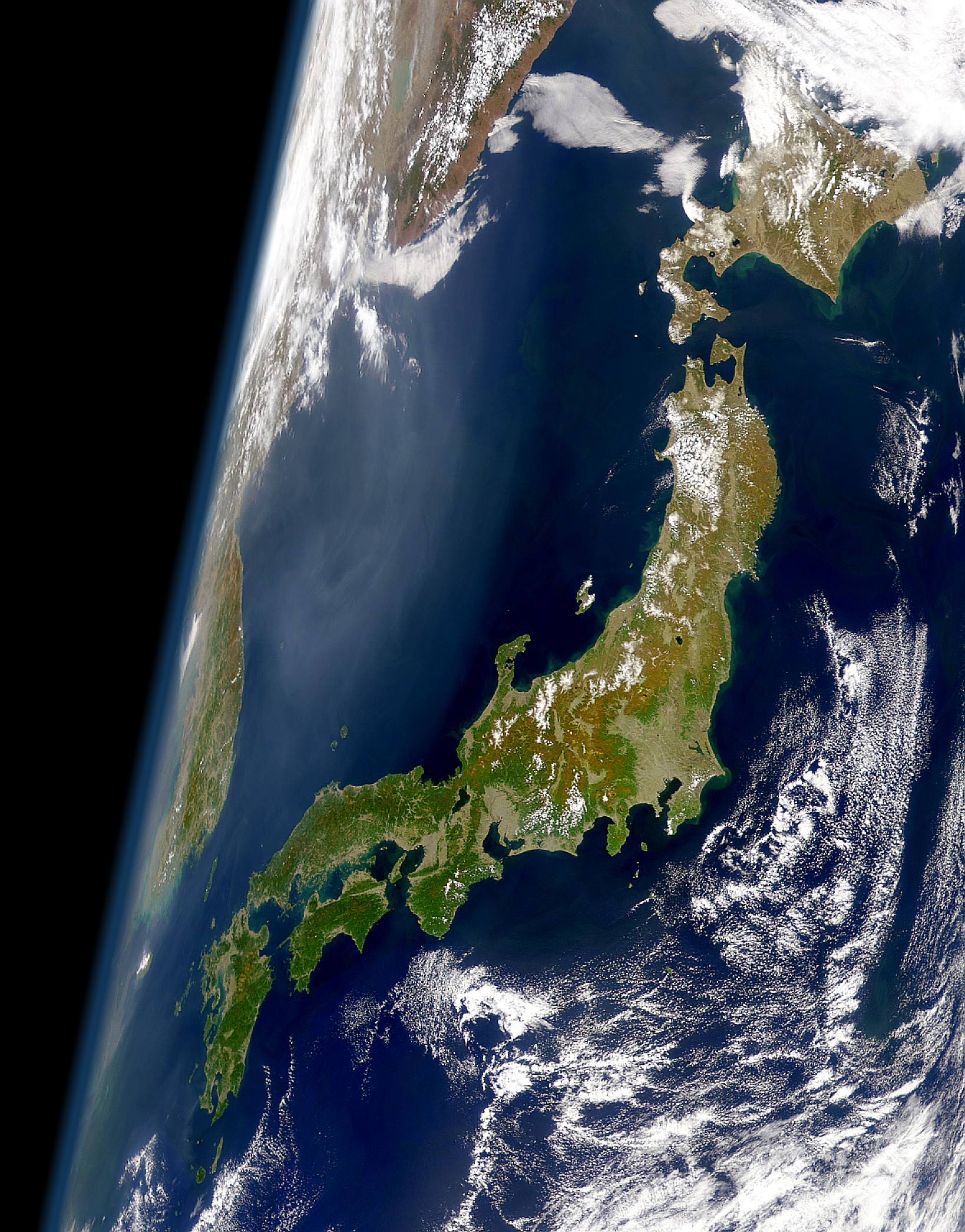
日本列島衛星空照圖

日本列島（日语：／ Nihon rettō, Nippon rettō */?），亦称日本群岛，是位於歐亞板塊東北部及北美板塊西部的東亞地域海岸、太平洋西北部日本海溝附近隆起的群島，因歐亞板塊、北美板塊、太平洋板塊及菲律賓板塊互相碰撞下，大致從東北向西南延伸，属大陆岛及島弧。它由庫頁島弧和日本東北島弧組成的島嶼組成。
由於日本為一島國，該詞除了可以指日本列島本身之外，也可做為日本領土整體的代稱。
第二次世界大戰結束時使用了「居住島」一詞來界定日本的主權範圍及日本天皇的憲政管治範圍，這個詞今天也常用來區分日本本土和其過往的殖民地及在20世紀上半葉的其他領土。

## 定義
狹義的日本列島是指北海道、本州、四國和九州的日本本土四大主要島屿及其近海附屬島嶼；擴大定義則是上述四島再加上琉球群島（南西諸島）。而範圍最廣的定義，則可用來指现在日本所有的陸上領土。此外，由於日本在帝國時期曾向外擴張領土和地理板块构造上的关联性，該時期對日本列島的定義，除了今日日本所有陆上领土以外，還涵蓋庫頁島、千島群島、臺灣島、澎湖群島等。